# 田中衆史
田中 衆史（たなか ひろし、1972年〈昭和47年〉5月29日 - ）は、神奈川県横浜市出身の男性フィギュアスケート選手で現在はコーチ。1998年長野オリンピックアイスダンス日本代表。神奈川県立横浜緑ケ丘高等学校卒業
、東洋大学卒業。パートナーは河合彩。

## 経歴
- 白幡カヨとカップルを組み、1993年全日本フィギュアスケート選手権優勝。 1993年世界選手権に初出場し、25位に終わる。
- 1994年より河合彩とカップルを組み、1997年より全日本フィギュアスケート選手権で2連覇を果たした。
- 1998年長野オリンピックに出場し、23位。オリンピック後にアマチュアを引退し、現在はコーチとして活動している。

## 主な戦績
- 戦績はパートナーが河合彩のとき。

| 大会/年      | 1994-95 | 1995-96 | 1996-97 | 1997-98 |
| ------------ | ------- | ------- | ------- | ------- |
| オリンピック |         |         |         | 23      |
| 世界選手権   | 26      |         | 22      | 28      |
| 全日本選手権 | 2       | 2       | 1       | 1       |
| アジア大会   |         | 2       |         |         |
| NHK杯        | 9       | 8       | 10      | 10      |